# تل المزيرعة
تل المزيرعة قرية تتبع منطقة سلمية في محافظة حماة في سورية.